# Emil Jørgensen
Emil Jørgensen (Kopenhagen, 7 februari 1882 – Dyssegård, 23 maart 1947) was een Deens voetballer, die speelde als middenvelder voor Boldklubben 1893. Hij overleed op 65-jarige leeftijd.

## Interlandcarrière
Jørgensen speelde in totaal vier interlands voor de Deense nationale ploeg, waarmee hij in 1912 deelnam aan de Olympische Spelen in Stockholm. Daar won de selectie de zilveren medaille, net als vier jaar eerder in Londen. In de finale, gespeeld op 4 juli 1912 in het Olympisch Stadion, was Groot-Brittannië met 4-2 te sterk.